# Ковпотина, Ольга
Ольга Ковпотина (род. 10 января 1968) — российская легкоатлетка, специалистка по бегу на средние и длинные дистанции, марафону. Выступала на профессиональном уровне в 1990-х и 2000-х годах, победительница и призёрка ряда крупных международных стартов на шоссе, двукратная чемпионка России в беге на 3000 метров в помещении, участница чемпионата мира в помещении в Торонто. Представляла Ставропольский край. Мастер спорта России международного класса.

## Биография
Ольга Ковпотина родилась 10 января 1968 года. Занималась лёгкой атлетикой под руководством заслуженного тренера Владимира Ивановича Ткачёва.
Впервые заявила о себе в сезоне 1993 года, когда на зимнем чемпионате России в Москве превзошла всех соперниц в беге на 3000 метров и завоевала золотую награду. Благодаря этой победе вошла в основной состав российской сборной и удостоилась права защищать честь страны на чемпионате мира в помещении в Торонто — здесь показала результат 9:31.26, расположившись в итоговом протоколе на последней 12-й строке.
В 1994 году на зимнем чемпионате России в Липецке вновь была лучшей в дисциплине 3000 метров. Принимала участие в чемпионате Европы в помещении в Париже, где в конечном счёте сошла с дистанции.
В 1996 году в беге на 10 000 метров финишировала шестой на Мемориале Куца в Москве.
В 1997 году в дисциплине 3000 метров получила серебро на чемпионате Москвы среди военнослужащих и на зимнем чемпионате России в Волгограде. На летнем чемпионате России в Туле была четвёртой и седьмой в дисциплинах 5000 и 10 000 метров соответственно.
В 1998 году взяла бронзу в дисциплине 10 км на открытом чемпионате России по бегу по шоссе в Адлере, выиграла полумарафоны в Орво и Ош.
В 1999 году финишировала восьмой на Гамбургском марафоне, первой на полумарафоне в Олорон-Сент-Мари, второй на Реймсском марафоне.
В 2000 году сошла на Хьюстонском марафоне, выиграла марафон в Провиденсе, стала третьей на марафоне в Сент-Поле, седьмой на марафоне в Сан-Диего.
В 2001 году сошла на марафонах в Нашвилле и Питтсбурге, тогда как на марафоне Twin Cities в Сент-Поле с личным рекордом 2:27:37 пришла к финишу второй.
В 2002 году была четвёртой на Туринском марафоне и на марафоне в Сан-Диего.
В 2003 году финишировала восьмой на Лос-Анджелесском марафоне, второй на марафоне в Нашвилле, в то время как на соревнованиях в Индианаполисе установила свой личный рекорд в полумарафоне — 1:12:08.
В 2004 году стала пятой на Парижском марафоне, выиграла Торонтский марафон.
В 2005 году была лучшей на марафоне в Лас-Вегасе.
За выдающиеся спортивные достижения удостоена почётного звания «Мастер спорта России международного класса».